# TOUR あいのわ 「タカシにはその器はないんじゃないかしら…」と母は言ったのであった。
「TOUR あいのわ 「タカシにはその器はないんじゃないかしら…」と母は言ったのであった。」（ツアー あいのわ 「タカシにはそのうつわはないんじゃないかしら」とはははいったのであった）は、ハナレグミのライブビデオ。

## 収録曲

### DISC1
1. 360°
2. あいのわ 
ゲスト･NARGO、北原雅彦、GAMO ＜東京スカパラダイスオーケストラ＞（ホーンセクション）
3. 愛にメロディ
ゲスト・NARGO、北原雅彦、GAMO
4. 音タイム
5. PEOPLE GET READY
6. ヒライテル
7. THREE LITTLE BIRDS
ボブ・マーリーのカバー曲。
8. Wake Upしてください
9. 踊る人たち…
10. ･･･がしかしの女
ゲスト･マダムギター （ボーカル、ギター）
11. あいまいにあまい愛のまにまに
ゲスト・BOSE ＜スチャダラパー＞（MC）
12. Peace Tree 
ゲスト・BOSE 、AFRA （Human Beat Box）
13. マドベーゼ
14. 家族の風景
15. 大安
16. レター
ゲスト・NARGO、北原雅彦、GAMO
17. 明日天気になれ
18. 光と影
19. きのみうららかSUN
20. あいのこども

### DISC2
1. 光と影
ゲスト・徳澤青弦カルテット（ストリングス）、スペースドーターズ（コーラス）、茂木欣一＜東京スカパラダイスオーケストラ＞（ドラム）
2. きのみ
3. うららかSUN
4. あいのこども